# バーンパークプリー駅
バーンパークプリー駅（バーンパークプリーえき、タイ語:สถานีรถไฟบ้านปากพลี）は、タイ王国の中部ナコーンナーヨック県パークプリー郡にある、タイ国有鉄道東本線の駅である。

## 概要
バーンサーン駅は、タイ王国中部ナコーンナーヨック県の人口2万5千人が暮らすパークプリー郡にある東本線の駅である。クルンテープ駅（バンコク）からは115.28km地点に位置し、普通列車利用で2時間10分程度である。駅の正面側は北西向きである。本駅はナコーンナーヨック県に位置するが、両隣の駅はプラーチーンブリー県所在である。
三等駅で1日に10本の列車（5往復）の発着があり、いずれも普通列車である。

## 歴史
1908年1月24日に、東本線のクルンテープ駅 - チャチューンサオ駅(60.99km)が開業した。その17年後の1925年1月1日に、当駅を含むカビンブリー駅までの延伸工事が完了しそれに伴い当駅も開業した。
- 1908年1月24日【開業】クルンテープ駅 - チャチューンサオ駅(60.99km)
- 1925年1月1日 【開業】チャチューンサオ駅 - カビンブリー駅 (100.27km)

## 駅構造
単式ホーム1面1線を持つ地上駅であり、駅舎はホームに面している。